# 2014 QP441
2014 QP441 est un astéroïde troyen de Neptune.

## Description
2014 QP441 est un astéroïde troyen de Neptune. Il présente une orbite caractérisée par un demi-grand axe de 29,98 UA, une excentricité de 0,06 et une inclinaison de 19,4 par rapport à l'écliptique.

## Compléments